# Ванье (остров)
Ванье (фр. Île Vanier) — остров Канадского Арктического архипелага. Также входит в группу Острова Королевы Елизаветы и в группу островов Архипелаг Парри. В настоящее время остров необитаем (2012).

## Этимология
Остров назван в честь известного канадского дипломата и политика Жоржа Ванье, генерал-губернатора Канады с 1959 по 1967 год.

## География
Площадь острова составляет 1126 км². Длина береговой линии 169 км. Остров имеет овальную форму. Длина острова (с запада на восток) составляет 53 км, максимальная ширина (с севера на юг) — 28 км. Ландшафт острова представляет собой ряд холмов, поднимающихся на высоту до 200 метров, разделённых глубокими долинами рек.
Остров Ванье — самый крупный в группе из 4 больших островов — Александер, Мэсси, Ванье, Камерон, которые простираются на север вдоль западного побережья острова Батерст. От острова Камерон, лежащего севернее, остров Ванье отделяет пролив Арнот (Arnott Strait), минимальная ширина которого равна 3,75 км, от узкого острова Мэсси, лежащего южнее — пролив Пирс шириной 2 км, от острова Батерст — залив Эрскин, ширина которого в самой узкой части равна 9,3 км.